# Tiefenbach (Sonthofen)
Tiefenbach (mundartlich: Tuifəba(ch)) ist ein Gemeindeteil der Stadt Sonthofen im bayerisch-schwäbischen Landkreis Oberallgäu.

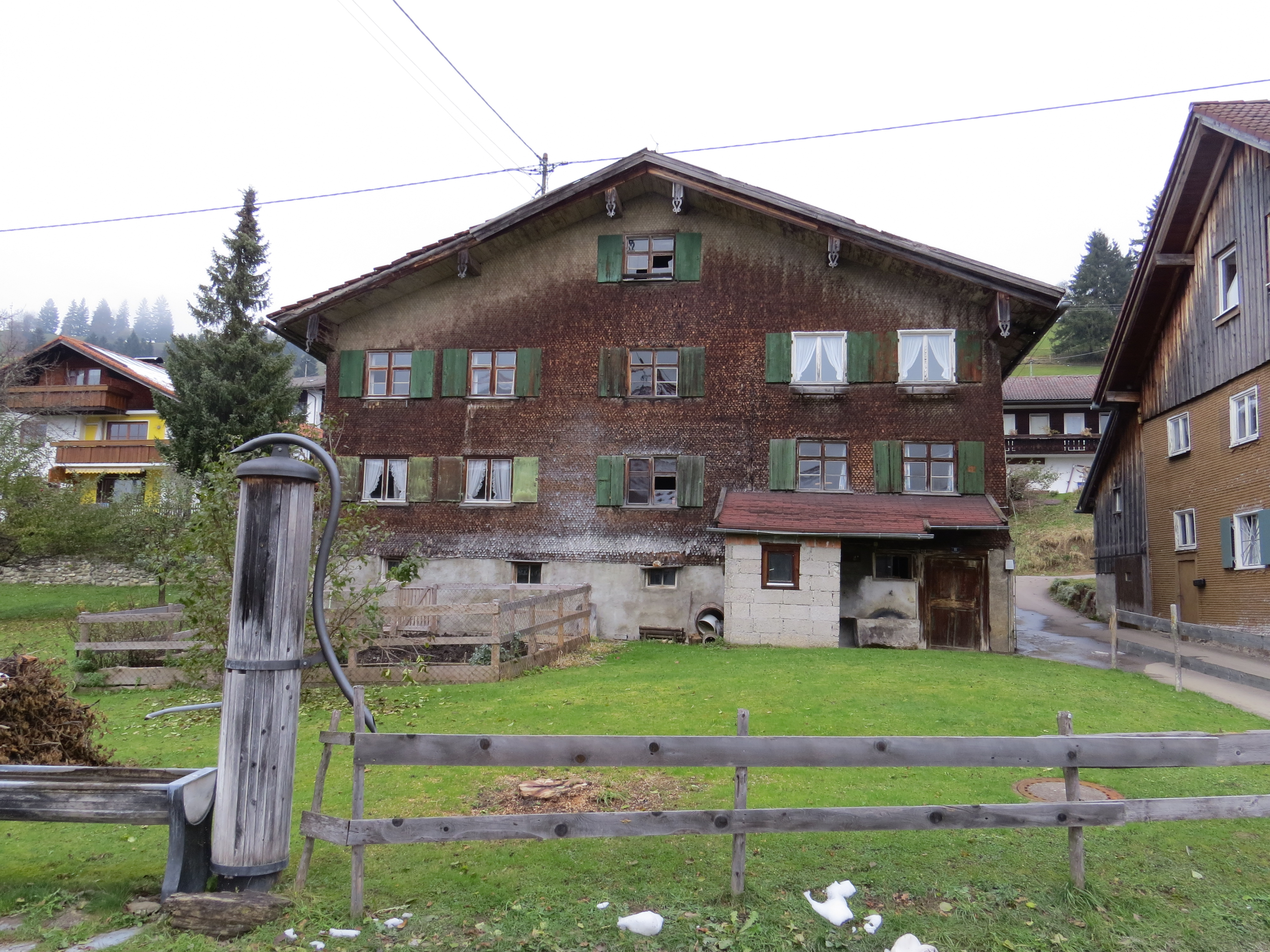
Baudenkmal in Tiefenbach

## Geographie
Das Dorf liegt circa drei Kilometer östlich des Stadtgebiets von Sonthofen am Fuße des Tiefenbacher Ecks. Südlich von Tiefenbach fließt die Ostrach.

## Ortsname
Der Ortsname bedeutet Am tiefen Bach. Namensgebend ist der westlich des Orte, tief in Moränenmaterial eingeschnittene, Bachlauf. Der Bach wird von Anwohnern Malartal bzw. Malarba bezeichnet.

## Geschichte
Tiefenbach wurde erstmals urkundlich im Jahr 1424 mit einem hochstiftischen Lehenträger als Tiwffenbach erwähnt. 1451 wurden rothenfelsische Eigenleute und stiftkemptische Lehenweiden in Tiefenbach genannt. Zur Unterscheidung von Tiefenbach bei Oberstdorf, wurde der Ort auch als Untertiefenbach bezeichnet. In Tiefenbach befand sich ein Heilbad, das noch 1785 genannt wurde. Die Kapelle St. Sebastian wurde um 1760 erbaut.

## Baudenkmäler
Siehe: Liste der Baudenkmäler in Tiefenbach